# Federazione calcistica di Aruba
La Federazione calcistica di Aruba, ufficialmente Arubaanse Voetbal Bond (AVB), fondata nel 1932, è il massimo organo amministrativo del calcio ad Aruba. Affiliata alla FIFA dal 1988, essa è responsabile della gestione del campionato di calcio di Aruba e della nazionale di calcio di Aruba.